# Cherut - Národní hnutí
Cherut – Národní hnutí (hebrejsky: חרות – התנועה הלאומית, Cherut – ha-teno'a ha-le'umit) je malá nacionalistická, krajně pravicová politická strana v Izraeli. Ačkoliv se strana považuje za ideologického následovníka strany Cherut (ze které vzešla strana Likud), jedná se o novou a samostatnou stranu.

## Pozadí
Strana vznikla v roce 1998 poté, co Benny Begin, Micha'el Kleiner a David Re'em vystoupili ze strany Likud, během funkčního období 14. Knesetu. Odštěpení bylo důsledkem neshod s vůdcem Likudu, Benjaminem Netanjahuem, v otázce Memoranda od Wye River a Hebronského protokolu, které měli postoupit území Palestincům. Strana byla podporována bývalým vůdcem Cherutu a izraelským premiérem Jicchakem Šamirem.
Cherut - Národní hnutí se zúčastnil voleb do Knesetu v roce 1999 jako součást Národní jednoty, pravicového uskupení stran Moledet a Tkuma, s Beginem v jeho vedení. V současně probíhající přímé volbě premiéra původně měl Begin kandidovat, ale tři dny před volbami odstoupil, aby netříštil pravicové hlasy mezi ním a Netanjahuem (což stejně nepomohlo a Netanjahu byl poražen Barakem o více než 12 %). Ve volbách získala Národní jednota pouhá 3 %, což představovala 4 křesla v Knesetu. Po slabém zisku ve volbách Begin rezignoval ještě před začátkem funkčního období nově zvoleného Knesetu a odešel z politiky. Jeho místo v čele strany zaujal Kleiner.
Během funkčního období Knesetu vystoupil Kleiner s Cherutem z Národní jednoty a učinil z něj nezávislou stranu. Ve volbách v roce 2003 strana kandidovala samostatně. Na hlasovací lístek si vybrala písmeno נץ. S Kleinerem kandidoval bývalý člen zakázané strany Kach, Baruch Marzel. Strana ve volbách získala 36 202 hlasů, což bylo celkem 1,1 %, což nebylo dost pro překročení volebního prahu. Krátce poté Merzel opustil stranu a založil si vlastní – Židovskou národní frontu.
Cherut kandidoval i v posledních volbách v roce 2006 (opět pod písmeny נץ); jeho předvolební kampaň byla označena za silně rasistickou. Za stranu kandidovala i izraelská královna krásy původem z Ukrajiny, jež vystoupila též i v předvolebním spotu strany a s hidžábem poukazovala na nárůst počtu palestinců v prvních dvou desetiletích tohoto století. V současné době je ale vliv strany zanedbatelný a ve volbách získala jen 2 387 hlasů, což je 0,07 %.